# ТЕС Арембепе
12°37′20″ пд. ш. 38°20′55″ зх. д. / 12.62222° пд. ш. 38.34861° зх. д.
ТЕС Арембепе – теплова електростанція на сході Бразилії у штаті Баїя. Також відома як ТЕС Camaçari Polo de Apoio I.
У 2010 році на майданчику станції ввели в експлуатацію 60 генераторних установок на основі двигунів внутрішнього згоряння типу Hyundai 9H25/33 потужністю по 2,5 МВт.
Як паливо станція споживає нафтопродукти, проте може бути переведена на природний газ (перший газопровід вивели до Камасарі ще в 1970 році).
Видача продукції відбувається по ЛЕП, розрахованій на роботу під напругою 230 кВ.